# Make It Pop
Make It Pop  es una serie original de televisión infantil canadiense YTV en colaboración con Nickelodeon. La serie es una telenovela adolescente con trama musical que se preestrenó por el canal Nickelodeon en los Estados Unidos el 26 de marzo de 2015. Su estreno oficial fue el 6 de abril de 2015 y finalizó el 20 de agosto de 2016 con 2 temporadas, dando un total de 40 episodios y 2 especiales.

## Sinopsis
¿Qué tienen en común una aspirante a diva del pop, una fashionista y una cerebrito? ¡Música! Después de ser seleccionadas para compartir su cuarto en la Preparatoria Mackendrick, Sun Hi, Jodi y Corki deben aprender a vivir en armonía. Prepárate para la diversión, el drama y la comedia musical con una vuelta de K-pop. ¿Podrán convertirse en estrellas pop?

## Elenco

### Personajes principales
- Megan Lee como Sun Hi Song, es la verdadera definición de una diva del pop, presumida, fresca y libre. Cuando se trata de su objetivo en la vida, lograr ser una gran estrella de la música. A ella le encanta llamar la atención y pasa por cada momento en las redes sociales. ¿Su búsqueda?, convertirse en famosa cueste lo que le cueste. Sun Hi ama la vida y ella espera que la ames a ella también.
- Louriza Tronco como Jodi Mappa, ella es una fashionista total, con una pasión por el baile también. Siempre por delante de las tendencias, que combina el estilo k-pop con su propio colorido sabor de Nueva York para crear looks increíblemente únicos, a veces con resultados espectaculares. Ella quiere dejar su huella en el mundo mediante el diseño de una línea de ropa con su firma Jodi Twist. También hizo las coreografías de XO-IQ
- Erika Tham como Corki Chang, ella está muy apasionada en el mundo del estudio y de los libros. Pero ella todavía tiene algo que aprender a hacer, cuando se trata de ser una adolescente. Ella era una estudiante privada hasta llegar a la preparatoria Mackendrick, ella no está preparada para las experiencias típicas de la adolescencia, como enamoramientos, bailes escolares, conciertos o cualquier otra cosa inesperada. A pesar de que ella tiene éxito en casi todo lo que hace, Corki prefiere dar la sombra a los escenarios. Corki es muy elegante y ella quiere estar en la universidad, pero en cambio, sus sueños la guían en una nueva dirección.
- Dale Whibley como Caleb Davis, un increíble DJ y genio de la música, Caleb piensa más rápido de lo que puede hablar. Se encuentra a menudo llenando los pasillos de Mackendrick Prep con sus excelentes canciones trascendentales. Después de conocer a Sun Hi, Jodi y Corki, este exitoso artista asume el reto de conseguir a las chicas y juntos hacer lograr tener una banda llamada XO-IQ.

### Personajes secundarios
- John-Alan Slatcha como Jared Anderson
- Vinson Tran como Linc Harrison
- Mickeey Nguney como Alex Phan
- Alex Eling como Darmala
- Taveeta Szymanowicz como Valerie Graves
- Natalie Ganzhorn como Heather Duncan

### Personajes recurrentes
- Matt Baram como Sr. Melwood Stark
- Karen Holness como Sra. Belinda Diona
- Russell Yuen como Sr. Chang
- Tina Jung como Hye Jung Ko
- Maxwell Jones como DJ Maxwell
- Sofi Obregon como Lori Lee

## Recepción
Nickelodeon mostró un preestreno del show el 26 de marzo de 2015 logrando reunir a un total de 1.28 millón de espectadores, siendo una audiencia normal para el canal. El estreno oficial de Make It Pop se dio el 7 de abril de 2015, pero durante las promociones del show, el canal anunció que la serie se estrenó el 6 de abril, logrando reunir a 1.31 millones de espectadores. En Latinoamérica la serie se estrenó el día 20 de julio de 2015 por Nickelodeon Latinoamérica. El episodio más visto del show ha sido hasta el momento "Stolen Moves", logrando reunir a un total de 1.64 millones de espectadores, estrenado el 9 de abril de 2015.
Nickelodeon mostró un especial navideño llamado "The Gift", que se estrenó el 5 de diciembre de 2015, marcando así como un previsto de la segunda temporada, que sería estrenada el 4 de enero de 2016. En Latinoamérica el especial navideño se estrenó el día 22 de diciembre de 2015 y la segunda temporada fue estrenada el 4 de abril de 2016.

## Doblaje
| Personaje   | Actor Original      | Actor de doblaje (Latinoamérica) |
| ----------- | ------------------- | -------------------------------- |
| Sun Hi Song | Megan Lee           | Ariela Yuri                      |
| Jodi Mappa  | Louriza Tronco      | Gigliola Mariangel               |
| Corki Chang | Erika Tham          | Betsabé Gutiérrez                |
| Caleb Davis | Dale Whibley        | Rodrigo Saavedra                 |
| Jared       | John-Alan Slachta   | Oscar Olivares                   |
| Sra. Diona  | Karen Holness       | Maria Luisa Benech               |
| Sr. Stark   | Matt Baram          | Cristian Lizama                  |
| Valerie     | Taveeta Szymanowicz | Pabla Hermann                    |
| DJ Maxwell  | Maxwell Jones       | Sebastián Fernández              |
| Hye Jung Ko | Tina Jung           | Jessica Toledo                   |
| Lori Lee    | Sofi Obregon        | Riley Gray                       |

## Episodios
| Temporada | Temporada | Episodios | Estados Unidos         | Estados Unidos         | Latinoamérica           | Latinoamérica           |
| Temporada | Temporada | Episodios | Comienzo               | Final                  | Comienzo                | Final                   |
| --------- | --------- | --------- | ---------------------- | ---------------------- | ----------------------- | ----------------------- |
|           | 1         | 20        | 6 de abril de 2015     | 1 de mayo de 2015      | 20 de julio de 2015     | 20 de agosto de 2015    |
|           | Especial  | Especial  | 5 de diciembre de 2015 | 5 de diciembre de 2015 | 22 de diciembre de 2015 | 22 de diciembre de 2015 |
|           | 2         | 20        | 4 de enero de 2016     | 29 de enero de 2016    | 4 de abril de 2016      | 29 de abril de 2016     |
|           | Especial  | Especial  | 20 de agosto de 2016   | 20 de agosto de 2016   | 5 de enero de 2017      | 5 de enero de 2017      |

## Música
XO-IQ es el nombre de la banda formada en la serie por Caleb, Sun Hi, Jodi, and Corki. Las canciones de la banda fueron grabadas por Megan Lee, Louriza Tronco, y Erika Tham en Toronto.

### Soundtracks
Make It Pop, Vol. 1
1. Light It Up – 3:38
2. Do It - 3:10
3. Now I Am Here (Superstar Mix) - 3:20
4. Party Tonight – 3:16
5. Make It Pop - 3:09
6. Spotlightz - 2:46
7. Get It Right - 3:00
8. Skillz - 2:40
9. My Girls - 3:28
10. United (Who We Are) - 2:20

Make It Pop, Vol. 2
1. Luv Em Boys – 2:20
2. How I'm Made - 2:34
3. Girls @ - 2:50
4. Do You Know My Name – 3:38
5. Friday Night - 3:53
6. What Love Is About - 3:00
7. Party Tonight (Remix) - 3:48
8. Let's Make a Change - 3:04
9. The Rules - 3:23
10. My Girls (Dr. R Remix) - 3:28

Make It Pop, Vol. 3
1. Looking for Love - 3:32
2. What Love is About (DaCapo Remix) - 3:54
3. Superstar - 3:41
4. Skillz (Flange Squad Remix) - 2:43
5. The Rules (Dr. R Remix) - 3:18
6. Now I Am Here (Fashion Mix) - 3:23
7. Do It (Flange Squad Remix) - 3:02
8. Spotlightz (Dr. R Remix) - 2:56
9. Get It Right (The CP Remix) - 2:46
10. Friday Night (St-Thomas Random Remix) - 3:35

Make It Pop, Vol. 4
1. United (Who We Are) [Flannge Squad Remix] - 2:26
2. Luv Em Boys (Luv Em Girls Mix) [feat. John-Alan Slachta] - 3:15
3. Superstar (St-Thomas Random Remix) - 3:44
4. How I'm Made (Flange Squad Remix) - 2:39
5. Let's Make a Change (Shebrock Remix) - 3:00
6. Do You Know My Name (Jodi & Corki Reprise) - 3:40
7. Looking For Love (Flange Squad Remix) - 3:33
8. Girls @ (St-Thomas Random Remix) - 2:43
9. Light It Up (Flange Squad Remix) - 3:37
10. Make It Pop (St-Thomas Random Remix) - 3:00

Make It Pop! (Deluxe Edition)
1. Make It Pop - 3:09 (Pop)
2. Light It Up – 3:38 (EDM)
3. Party Tonight – 3:16 (EDM)
4. Skillz - 2:40 (EDM, house)
5. Do You Know My Name - 3:38  (Balada, pop)
6. Now I Am Here (Superstar Mix) - 3:20 (Pop, EDM, house)
7. Spotlightz - 2:46 (Pop, EDM, trap)
8. Do It - 3:10 (Pop, EDM, bubblegum pop, trap)
9. United (Who We Are) - 2:20 (EDM)
10. Get It Right - 3:00 (Pop)
11. Luv Em Boys – 2:20 (EDM, house)
12. Looking for Love - 3:32 (EDM)
13. My Girls - 3:28 (Pop, EDM, hip hop)
14. What Love Is About - 3:00 (Alternative, electropop)
15. Friday Night - 3:53 (EDM)

All The Love
1. All The Love - 2:59 (Christmas)
2. Jing Jing Jingle – 2:40 (Christmas, EDM, trap)
3. Deck The Halls – 2:05 (Christmas, EDM)

Tomorrow Is Ours
1. Walk That Walk - 3:20 (EDM)
2. Make You The One – 2:55 (Pop rock, dance-rock, EDM)
3. Tomorrow Is Ours – 3:01 (Balada, electropop)
4. We Doin' It - 3:00 (Dance, tropical house)
5. Back To Me – 3:27 (Pop, EDM)
6. Good Karma – 3:09 (Dance pop, electropop, new wave)
7. Where Our Hearts Go - 3:21 (Pop, bubblegum pop)
8. You Make It Better – 3:38 (Pop, EDM)
9. Music's All I Got – 2:39 (Pop, EDM)
10. Situation Wild - 2:48 (Pop, EDM, tribal house)
11. Like A Machine – 2:56 (EDM)
12. Whispers – 2:59 (Pop, electropop, balada)
13. Rock The Show - 3:07 (Pop, EDM)
14. Jump To It – 2:50 (EDM)
15. Gratitude – 3:04 (Power pop, folk rock, electropop)